# Tricholeon
Tricholeon is een insectengeslacht uit de familie van de mierenleeuwen (Myrmeleontidae), die tot de orde netvleugeligen (Neuroptera) behoort. Het geslacht is voor het eerst wetenschappelijk beschreven in 1925 door Esben-Petersen.

## Soorten
De volgende soorten zijn bij het geslacht ingedeeld:
- Tricholeon hirtellus Esben-Petersen, 1925
- Tricholeon nigripes Kimmins, 1948[2]
- Tricholeon relictus Hölzel & Monserrat, 2002[3]